# ليغوزية
اللِّيْغُوزِية هو جنس من النباتات المزهرة في الفصيلة الجريسية مهدها أورُبّة.